# Virginio Fasan
Virginio Fasan (Udine, 10 settembre 1914 – Mar di Sardegna, 9 settembre 1943) è stato un militare italiano.

## Biografia
Si era arruolato in Marina come sottufficiale nella categoria meccanici nel 1930. Nel 1934 era stato promosso sottocapo. Dopo vari imbarchi, nel 1939 era a bordo del cacciatorpediniere Ugolino Vivaldi. Su questa nave partecipò a tutte le missioni di guerra compiute dall'unità, meritando una Medaglia d'argento sul campo nelle acque di Pantelleria nel giugno del 1942 e la contemporanea promozione al grado di capo meccanico di terza Classe.
Si inabissò col Vivaldi, accanto al Capitano di corvetta Alessandro Cavriani, quando la nave,  gravemente danneggiata dal fuoco tedesco in uno scontro nei pressi dell'Asinara, si autoaffondò. La motivazione della massima decorazione al Valor militare decretata alla memoria di Fasan, è analoga a quella concessa al suo superiore. Porta il suo nome la fregata Virginio Fasan (F 591). Al valoroso marinaio è stata intitolata anche una strada di Sacile.